# 西ドイツ国鉄V80形ディーゼル機関車
V80形ディーゼル機関車は、1952年に登場した西ドイツ国鉄（ドイツ連邦鉄道、DB）の液体式ディーゼル機関車である。10両が製造され、1968年の称号変更後は280形となった。1976年から1978年にかけて全車が運用を離脱した。
独特のスタイルから一部で「U-Boot」の愛称で呼ばれた。